# نلی مک‌کلانگ
نلی مک‌کلانگ (به انگلیسی: Nellie McClung) (۱۸۷۳-۱۹۵۱) یک نویسنده فمنیست و فعال حقوق زنان به‌شمار می‌رود و برای حق رای زنان و حق تحصیل آنها بسیار تلاش کرد.

## زندگی‌نامه
نلی در ۲۰ اکتبر سال ۱۸۷۳ در شهر چستورث ایالت انتاریو در کشور کانادا به دنیا آمد. وقتی ۷ سال داشت به شهر مانیتوبا به همراه خانواده‌اش نقل مکان کرد. او در سال ۱۸۹۶ با رابرت وسلی مک کلانگ آشنا شد و ازدواج کرد. حاصل این ازدواج پنج فرزند می‌باشد. نلی زندگیش را در شهرهای مانیتوبا، وینیپگ، ادمونتون، کالگری و ویکتوریا گذراند. اولین کتاب خود را در سال ۱۹۰۸ به چاپ رسانید. او یکی از اعضای پنج مشهور (The Famous Five) به‌شمار می‌رود که از این طریق برای حقوق زنان در کشور کانادا بسیار فعالیت کرده‌است.
در آن زمان کشور کانادا تحت پادشاهی انگلیس بود و به همین دلیل نلی برای تغییر قوانین ضد زن به کشور انگلیس مسافرت کرد و توانست این قوانین را تغییر دهد. در این برهه زمانی زنان شخص (person) محسوب نمی‌شدند و تنها مردان (person) محسوب می‌شدند و به همین دلیل زنان از حق رای یا تحصیلات دانشگاهی نمی‌توانستند برخوردار باشند.
در سال ۱۹۲۷ مک کلانک و چهار زن دیگر هنریتا ادواردس، امیلی مورفی، لوییس مک کینی و آیرین پارلبی که به عنوان پنج مشهور (که پنج دلاور هم خوانده می‌شدند) موضوع «فرد» را روی میز آوردند؛ و نبردی را با مضمون زنان هم افراد با صلاحیت هستند که می‌توانند برای سنای کانادا هم انتخاب شوند شروع کردند. دیوان عالی کانادا حکم کرد که چنین چیزی برای زنان قائل نیست. اما بالاخره در استینافی به کمیته قضایی شورای خصوصی بریتانیا بالاخره در آخرین راه حل، قانون زنان را در چنان مرتبتی به رسمیت شناخت. 

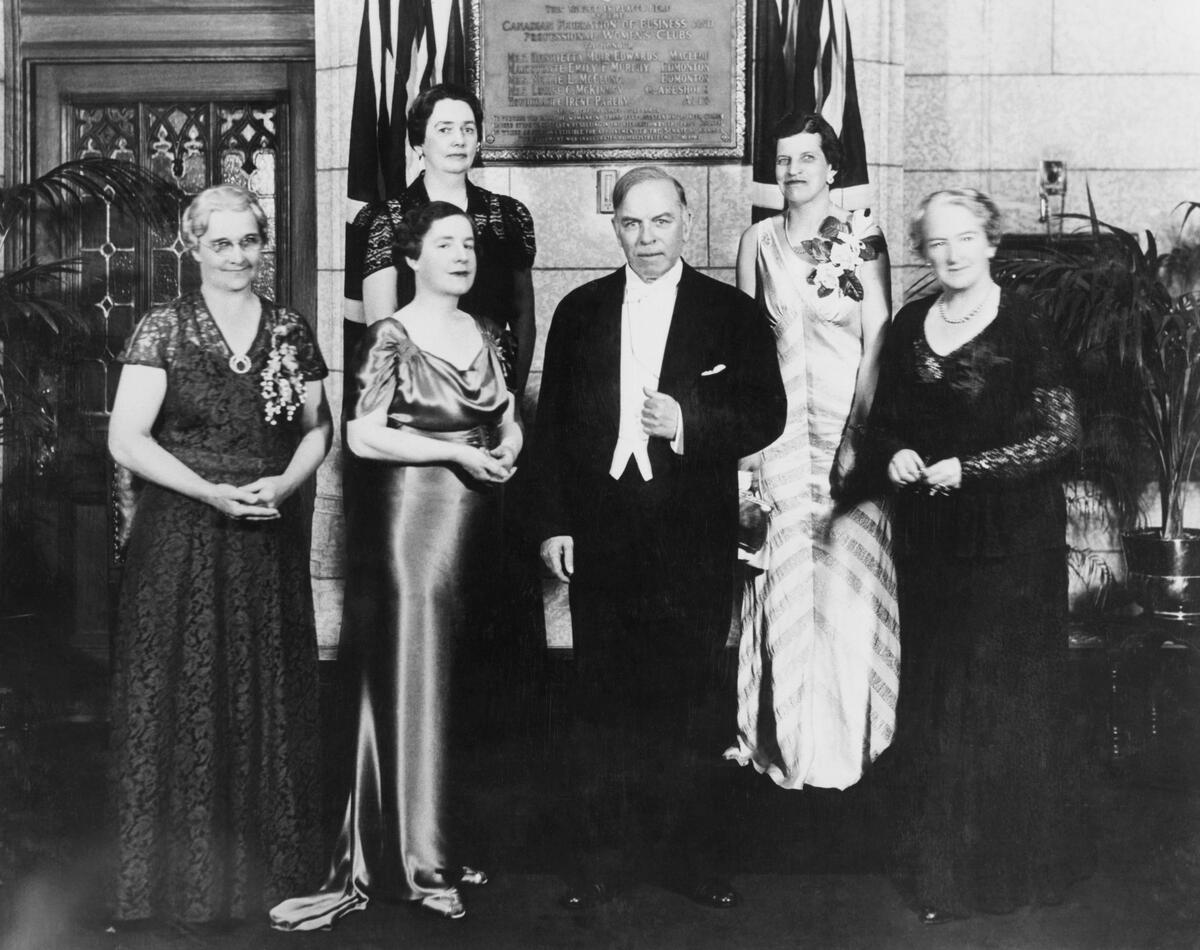
پرده برداری سنگ توشته پبروزی پنج دلاور در گرفتن حق فرد.، توشط پارشان کانادا

او در سن ۷۷ سالگی در شهر ویکتوریا در استان بریتیش کلمبیا دیده از جهان فروبست.

### داستانی
- Sowing Seeds in Danny (۱۹۰۸)
- The Second Chance (۱۹۱۰)
- The Black Creek Stopping House and Other Stories (۱۹۱۲)
- Purple Springs (۱۹۲۱)
- When Christmas Crossed 'The Peace' (۱۹۵۳)
- Painted Fires (۱۹۶۵)
- All We Like Sheep (۱۹۷۶)
- Be Good to Yourself (۱۹۸۰)
- Flowers for the Living (۱۹۹۱)

### غیرداستانی
- In Times Like These (۱۹۱۵)
- The Next of Kin (۱۹۱۷)
- Three Times and Out (۱۹۱۸)
- Clearing in the West (۱۹۳۵)
- Leaves from Lantern Lane (۱۹۳۶)
- More Leaves from Lantern Lane (۱۹۳۷)
- The Stream Runs Fast (۱۹۴۵)